# افاداتی به فلسفه
افاداتی به فلسفه یا ادای سهمی به فلسفه (درباره‌ی رویداد) (به آلمانی: Beiträge zur Philosophie (Vom Ereignis)) یکی از آثار برجسته‌ی دوران دوم فلسفیِ مارتین هایدگر است. این کتاب ابتدا در سال ۱۹۸۹ (به آلمانی) منتشر شد و پرویز عماد و کنت مالی در سال ۱۹۹۹ آن را به انگلیسی ترجمه کردند.